# تپه ساعت وا
تپه ساعت وا مربوط به سده‌های اولیه دوران‌های تاریخی پس از اسلام است و در شهرستان ساری، بخش چهاردانگه، دهستان چهاردانگه، روستای بالاده واقع شده و این اثر در تاریخ ۲۶ اسفند ۱۳۸۶ با شمارهٔ ثبت ۲۱۹۴۱ به‌عنوان یکی از آثار ملی ایران به ثبت رسیده است.